# フォワード測度
フォワード測度（フォワードそくど、英: forward measure）とは、数理ファイナンスにおいて、リスク中立測度と絶対連続である価格付けの測度である。しかし、ニュメレールとしてマネーマーケットアカウントを使わず、満期が T である債券が用いられている（特に満期を明示して T–フォワード測度と言う事も多い）。フォワード測度の利用はファルシド・ジャムシディアンにより1987年に始められ、債券オプションの価格計算の方法として用いられている。

## 数学的定義
以下の記述はMusiela and Rutkowski & (2004)に基づく。
まずニュメレールとしての銀行口座、もしくはマネーマーケットアカウントを以下のように定義する。
{\displaystyle B(T)=\exp \left(\int _{0}^{T}r(u)\,du\right)}
更に時点0から満期 T までの割引ファクターを以下のように定義する。
{\displaystyle D(T)=1/B(T)=\exp \left(-\int _{0}^{T}r(u)\,du\right)}
もし {\displaystyle Q_{*}} がリスク中立測度ならば、フォワード測度 {\displaystyle Q_{T}} はラドン–ニコディム微分として以下のように与えられる。
{\displaystyle {\frac {dQ_{T}}{dQ_{*}}}={\frac {1}{B(T)E_{Q_{*}}[1/B(T)]}}={\frac {D(T)}{E_{Q_{*}}[D(T)]}}.}
上の式は利子率が非確率的ならばフォワード測度とリスク中立測度は一致することを意味している。また、ニュメレールを銀行口座もしくはマネーマーケットアカウント B(t) から満期 T の債券 P(t,T) に変えた際のニュメレール変換公式の一つでもある。実際、時点 t における満期 T のゼロクーポン債価格が
{\displaystyle P(t,T)=E_{Q_{*}}\left[{\frac {B(t)}{B(T)}}|{\mathcal {F}}(t)\right]=E_{Q_{*}}\left[{\frac {D(T)}{D(t)}}|{\mathcal {F}}(t)\right]}
と書けるならば（ {\displaystyle {\mathcal {F}}(t)} は時点 t における市場の情報を表すフィルトレーションである）、
{\displaystyle {\frac {dQ_{T}}{dQ_{*}}}={\frac {B(0)P(T,T)}{B(T)P(0,T)}}}
と書ける。この式より、T–フォワード測度はニュメレールとしての満期 T のゼロクーポン債と関連していることが明確になる。 
より詳細な議論についてはBrigo and Mercurio & (2006)を参照せよ。

## 結果
"フォワード測度"の名前は、フォワード測度の下で先渡価格がマルチンゲールとなることに由来している。この事実は、フォワード測度を正式に定義したとされる、German & (1989) によって最初に見出された。リスク中立測度の下でマルチンゲールとなる先物価格と比べると、利子率が非確率的であるならば、フォワード測度は先渡価格と先物価格は一致する事を意味している。
例えば、割引株式価格はリスク中立測度の下でマルチンゲールである。
{\displaystyle S(t)D(t)=E_{Q_{*}}[D(T)S(T)|{\mathcal {F}}(t)].\,}
先渡価格は {\displaystyle F_{S}(t,T)={\frac {S(t)}{P(t,T)}}} で与えられる。よって {\displaystyle F_{S}(T,T)=S(T)} が得られる。ラドン–ニコディム微分 {\displaystyle {\frac {dQ_{T}}{dQ_{*}}}} と等式 {\displaystyle F_{S}(T,T)=S(T)} を用いれば
{\displaystyle F_{S}(t,T)={\frac {E_{Q_{*}}[D(T)S(T)|{\mathcal {F}}(t)]}{D(t)P(t,T)}}=E_{Q_{T}}[F_{S}(T,T)|{\mathcal {F}}(t)]{\frac {E_{Q_{*}}[D(T)|{\mathcal {F}}(t)]}{D(t)P(t,T)}}}
となる。最後の項は債券価格の定義より1と等しいので以下が得られる。
{\displaystyle F_{S}(t,T)=E_{Q_{T}}[F_{S}(T,T)|{\mathcal {F}}(t)].\,}